# Marco et les Torvis

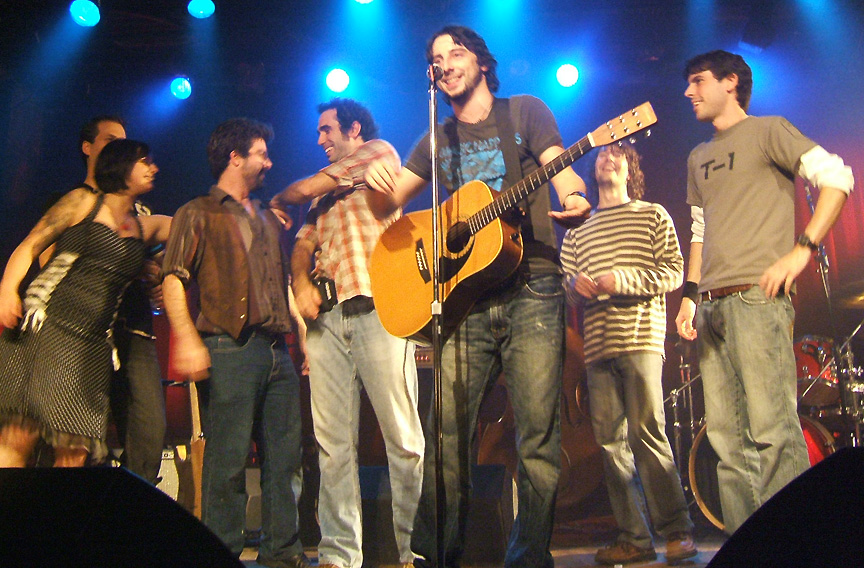
Marco et les Torvis au Lion d'Or, octobre 2007

Marco et les Torvis est un groupe de musique festive ayant pris vie dans la région de Saint-Hyacinthe bien que la plupart des membres proviennent de différentes régions du Québec. La formation, qui existe depuis 2007, a signé un contrat de disque en août 2008 avec la maison de production Sphère Musique, produisant notamment Les Respectables, Jonathan Painchaud, Mélanie Renaud, Antoine Gratton et plusieurs autres. Ils ont mis un terme à leur association avec Sphère en 2010 pour poursuivre leur carrière de façon indépendante. En date de décembre 2012, le groupe a sorti un deuxième album nommé Les Moyens du Bord.

## Formation
Le groupe est formé de Marco Bouchard (voix et guitare) et de 6 autres musiciens (les Torvis). Au commencement, l'idée d'un groupe fixe n'existait pas et pouvait être différent d'un spectacle à un autre. Depuis, la formation de Marco et les Torvis s'est solidifiée avec des musiciens permanents, aux styles musicaux variés. L'auteur-compositeur-interprète Marco Bouchard a été batteur du groupe le COOL FM Band de la station montréalaise 98.5FM, en 2002. Dave Hamel, harmoniciste du groupe, a poursuivi des études en composition musicale classique à l'Université de Montréal
Dans le concept initial de Marco et les Torvis, le public assistant aux divers spectacles pouvait également être considéré comme faisant partie de la notion de "Torvis" car Marco Bouchard considère l'interaction avec le public comme la clé du succès d'un bon spectacle.
Le groupe Marco et les Torvis a remporté le concours Musique Plus Fais la première partie de Yann Perreault dans ta région et a fait la première partie d'artistes québécois dont Kaïn, Groovy Aardvark, Venus 3, Yelo Molo, Yann Perreault et Vincent Vallières à trois reprises. La pièce 2 Montagnes a occupé la première position du palmarès de l'émission Belle et Bum de Télé-Québec pendant huit semaines consécutives. En décembre 2007, le groupe a également remporté le concours Démos Bluetracks avec la pièce Comme du monde. Un reportage fut présenté à l'émission Baromètre sur Canal Vox. Le groupe est également ressorti gagnant du concours de la relève du Festival d'été de Beloeil, parmi près d'une centaine de groupes participants. Ce concours permit au groupe de faire la première partie du spectacle de Diane Dufresne lors du Festival.
Lors de l'édition 2011 du Festival de la chanson de Tadoussac, le groupe fait bonne figure et termine deuxième vendeur d'albums parmi plus de 50 artistes présents. À l'édition suivante, en 2012, la formation effectue en primeur, pour la population de la Côte-Nord, le lancement de leur deuxième album LES MOYENS DU BORD. À cette même édition, le groupe termine meilleur vendeur d'albums devant plusieurs artistes de renom.

## Albums
Le premier album du groupe sort en novembre 2007. Il est intitulé Per Sylvam (signifiant Par nos forêts) en l'honneur de la devise de Forestville, d'où le chanteur du groupe est originaire. Des lancements consécutifs à Forestville (ville natale), St-Hyacinthe (résidence actuelle) ainsi qu'au Lion d'Or à Montréal eurent lieu. On retrouve sur l'album une collaboration avec André Brunet, violoniste de La Bottine Souriante (sur la pièce Comme du Monde).
Les pièces de l'album sont, dans l'ordre: 2 Montagnes, Je Sacre mon Camp, La Couchette, Roméo Feluette, Plus Beau Qu'ici, Le Gars des Vues, Tunning Time, Comme du Monde, Chicks, Anabelle, Bad Luck et C'est du Bouleau.
Anabelle est régulièrement diffusée sur Énergie2, radio satellite du réseau Énergie et a atteint la position #12 du Top 50 francophone de l'année 2007 au FM 100.5 de Baie-Comeau. La pièce 2 Montagnes est également diffusée dans plusieurs stations de radios, notamment à Jonquière, Alma, Les Escoumins ainsi qu'à Fahler en Alberta. La radio satellite Bande à Part de Radio-Canada diffuse régulièrement C'est du bouleau et l'album complet Per Sylvam a fait l'objet d'une émission swing en France.
Le 27 novembre 2012, leur deuxième album intitulé Les moyens du bord est, encore une fois, lancé de manière officielle au Cabaret Lion d'Or. Une tournée de quelques spectacles partout en province a lieu pour accompagner la sortie de ce nouvel album. En entrevue à l'émission Kafouillis en Tête à Tête (Canal Vox, Lanaudière), Marco Bouchard mentionne qu'il souhaitait que l'album n'ait aucun style précis, mais ait plutôt l'esprit d'une compilation avec différents styles très variés, allant du pop au country et folk.
Les pièces de l'album sont, dans l'ordre : Madame Thérèse qui est une pièce hommage à Thérèse Drago, une dame de 84 ans en région de Québec qui opérait un bar clandestin en dehors des heures d'ouvertures règlementées, L'Olivier (une chanson en l'honneur du contrebassiste du groupe), Mon Oncle, Louise-Josée, Bad Luck 2 et Pit Caribou (inspirées toutes deux d'aventures sur la route lors de leurs tournées), Harmonica la Mitraille, Les Moyens du Bord (chanson qui brosse un portrait de Forestville, la ville d'origine de Marco), Smumdax (webmestre, cadreurs et archiviste du groupe pendant leurs débuts, officieusement appelé le 8e Torvis), Rottelaye et Paraît.

## Les Torvis
En date de décembre 2012, les musiciens actuels du groupe sont:
- Yanik Garon : guitare, voix, mandoline
- David Jolin : saxophone, clarinette, roulette de tape et autres agréments
- Josiane Rouette : trompette, voix
- Éric Pothier : batterie, voix
- Dave Hamel : harmonica, voix, guitare, flûte,
- Olivier Beaudry : contrebasse

Sur l'album Per Sylvam, on peut également entendre Denis Lemieux (basse) et André Brunet (violon).